# Gunung Cut
Gunung Cut är en kulle i Indonesien.   Den ligger i provinsen Aceh, i den västra delen av landet, 1 600 km nordväst om huvudstaden Jakarta. Toppen på Gunung Cut är 34 meter över havet.
Terrängen runt Gunung Cut är platt. Runt Gunung Cut är det ganska tätbefolkat, med 90 invånare per kvadratkilometer. I omgivningarna runt Gunung Cut växer i huvudsak städsegrön lövskog.